# Negi Haruba
Negi Haruba (春場 ねぎ Haruba Negi?) es un mangaka japonés. Una de sus obras más conocidas  Go-tōbun no hanayome,Fue publicada en la revista  semanal Shōnen Magazine de Kōdansha de 2017 a 2020. En mayo de 2019 ganó el premio al Mejor manga shōnen en la 43.ª edición de los premios anuales Kodansha Manga Awards. En ese mismo 2019 fue el quinto manga más vendido en Japón.
Según Haruba, su seudónimo «Negi Haruba» proviene del protagonista de Mahō Sensei Negima!, Negi Springfield. Por eso mismo en la ceremonia de entrega de premios de los Kodansha Manga Awards de 2019, Haruba dijo que era «especial para él» ser seleccionado por Ken Akamatsu, uno de los jueces del premio, creador de Negima!.

## Trabajos

### Serializados
- Karma of Purgatory (Rengoku no Karma, Historia: Shun Hirose, (Shōnen Magazine, 2014-2015)
- Go-Tōbun no Hanayome (Shōnen Magazine, agosto 2017 - febrero 2020)
- Sentai Daishikkaku (Shōnen Magazine, 2021-Actualidad)[4]

### One-shots
- Coward Cross World (Revista SPECIAL 2013 Número 4)
- Ura Sekai Communication (Dengeki Daioh, septiembre de 2014)
- Vampire Killer (Shūkan Shōnen Magazine, 2016 Fusión Edición 2 y 3)
- Go-Tōbun no Hanayome (Shūkan Shōnen Magazine, número 8 de 2017)